# Рождественская вечеринка
«Рождественская вечеринка» — американский фильм-драма, снятый режиссёром Дэвидом Уоллом в 2007 году. Премьера состоялась 7 декабря 2007 года. На Международном кинофестивале в Форт-Лодердейле он был отмечен наградой за лучшую режиссуру.

## Сюжет
Отец Джонатан Кин отправляется в небольшую рыбацкую деревню за неделю до Рождества, дабы закрыть умирающий приход. Добравшись до места, он обнаруживает, что под руководством последнего настоятеля, отца Симеона, количество прихожан сократилось с полутора сотен до двух десятков.
Пока Симеон водит отца Кина по приходу, Кин видит молодую женщину, которую видел на автобусной станции, когда впервые приехал в деревню. Он возвращает ей перчатку, которую случайно подобрал, когда они врезались друг в друга. Женщина представляется как Марджори Уортингтон, но быстро извиняется, чтобы вернуться к довольно оживлённой дискуссии со своим парнем.
Позднее, на репетициях рождественского спектакля, Симеон рассказывает прихожанам, для чего здесь отец Кин, и предлагает Кину возглавить постановку. Кин хочет, чтобы Марджори сыграла Мэри, так как она единственная женщина, которую он видел в городе, которой меньше 60 лет, но она отказывается от роли, говоря, что она «совсем не Мэри».
Через несколько дней после репетиции пожилая женщина приходит на исповедь и говорит отцу Кину, что она подслушивала разговор Марджори и её парня Сета, и Марджори беременна ребёнком Сета, хотя у него есть жена в Нью-Йорке. Когда Кин разговаривает с Марджори, она говорит ему, что знала, что Сет был женат, и что она разорвала их отношения.
В канун Рождества Симеон говорит Кину, что он хочет жениться на Марджори и оставляет священство. Только пара человек приходит, чтобы провести Рождество, и они говорят Кину, что в этом нет смысла и что они, как и все, собираются пойти на рождественскую вечеринку миссис Уортингтон, матери Марджори.
На вечеринке Кин видит, как Сет флиртует с другой женщиной, и вступает с ним в драку. Он выходит на улицу и разговаривает с Марджори. священник говорит ей, что куда бы он ни пошёл, он видит дух маленькой девочки — это дочь, которая могла бы родиться у Кина во время учёбы в университете, но он принудил свою девушку к аборту.
Поздне у Марджори начались схватки после попытки сбежать. Отец Кин навещает её в больнице, и когда он смотрит на новорождённого ребёнка Марджори через окно, Ноэль, дух его дочери, прощает его.
Тем временем Симеон, который пошёл в церковь, чтобы попрощаться с отцом Кином, рад видеть, что церковь полна.
Четыре года спустя Симеон руководит церковью Рождества Христова. Грейс, дочь Марджори, которую Кин удочерил после женитьбы на матери, бежит к Кину и обнимает его.

## В ролях
- Дэвид Уолл — отец Джонатан Кин
- Кэрри Уолл — Марджори
- Шон Патрик Бреннан — отец Симеон Джойс
- Курт Дэвитц — Сет
- Бреннан Уолл — Ноэль
- Джин Бейтс — Элеонора Уортингтон
- Дэвид Хики — Томас Шепли
- Майкл Свит — Спид Кинг

## Производство
Сценарист, продюсер, режиссёр и актёр Дэвид Уолл черпал вдохновение для фильма, когда он жил на Кейп-Коде в Массачусетсe, где ежегодная рождественская вечеринка проводилась в «доме старого китобойного капитана», который находился «вниз по улице» от дома Уолла, где люди из разных слоёв общества, бедные и богатые, белые и чёрные, старые и совсем юные, были объединены духом Рождества.
«Рождественская вечеринка» была снята на 35-миллиметровую плёнку оператором Бичером Коттоном, который «отдаёт должное абсолютной красоте мыса». В фильме есть некоторые достопримечательности Кейп-Кода, будь то местная больница, закусочная, библиотека, пляжи порта Деннис, церковь в порту Ярмута и ресторан близ 28-го шоссе.

## Критика
По мнению Radio Times, перед нами «чрезмерно проповедническая рождественская драма об отправлении священника в новый приход». Как считает обозреватель The Dove Foundation Эдвина Л. Карпентера, «один только финал делает этот фильм достойным просмотра. Персонажи этой истории очень человечны, и этот фильм раскрывает персонажей, их недостатки и добродетели».